# Conus vulcanus
Conus vulcanus é uma espécie de gastrópode do gênero Conus, pertencente à família Conidae.